# Тауха
Тауха (нім. Taucha) — місто в Німеччині, розташоване в землі Саксонія. Входить до складу району Північна Саксонія.
Площа — 33,70 км2. Населення становить 15 709 ос. (станом на 31 грудня 2020).